# Suzana (cantora)
Suzana (Batalha, Leiria, 31 de Agosto de 1976), também conhecida como Suzana Pragosa, é uma cantora portuguesa.
Alcançou o patamar nacional em 1999 ao integrar grupo feminino Tentações, quinteto vocal por onde passaram também Helga Barroso, Nicole e Sónia Brazão.
As suas edições a solo começaram no ano 2000 inicialmente com o nome Suzana & Top Girls e depois como Suzana Pragosa.

## Biografia
Suzana nasceu na Batalha a 31 de Agosto de 1976.
Aos seis anos de idade, começou a marcar pontos no universo musical quando recebeu o seu primeiro órgão eléctrico, oferecido pelo seu pai.
Passou por diversas escolas de música e, com 12 anos, já com um novo órgão também oferecido pelo pai, começa a actuar em bailes e festas, uma actividade artística que se estenderia até ao princípio do ano de 1999, ao mesmo tempo que frequentava o Conservatório de Música e Canto, em Leiria.
Com 22 anos recebe o convite para integrar a girls band Tentações, participando no segundo álbum do grupo feminino, Nunca Me Percas, num quinteto vocal por onde passaram também Helga Barroso, Nicole e Sónia Brazão.
A banda dissolveu-se e a artista, com o nome de Susana Pragosa, começa a fazer parte do grupo de cantoras de apoio de Tony Carreira, inclusivamente nos espectáculos no Olympia de Paris, ponto de partida para o primeiro álbum ao vivo do cantor português, denominado Ao Vivo No Olympia, editado em 2000.
A editora Espacial, Tony Carreira e António Gomes convidam Suzana para gravar e surge o álbum Amanhã (É Amanhã), ainda no ano 2000, assinado por "Suzana E As Top Girls". As "Top Girls" eram as quatro bailarinas francesas que a acompanhavam nos espectáculos ao vivo.
O segundo álbum, Tudo De Ti, novamente pela Espacial surgiu em 2002. Continuaria a ser uma das vozes de apoio de Tony Carreira até ao ano seguinte.
Em 2003, Tony Carreira, assinala os seus 15 anos de carreira, no Pavilhão Atlântico, com Suzana novamente no apoio vocal mas também a participar num dueto na canção "Eras tu", registado no álbum ao vivo 15 anos de Canções - Ao Vivo No Pavilhão Atlântico.
...Encontrei, o terceiro álbum de Suzana, é lançado pela Espacial em 2004, repetindo-se o dueto com Tony Carreira, no tema "O 1º grande amor".
Suzana torna-se mãe aos 30 anos, com o nascimento, em 2006, do seu filho Rodrigo.
No mesmo ano sai, pela Espacial, O Pobre É Que Paga, 4.º álbum de estúdio um  trabalho assinado com o nome "Suzana Pragosa".
Suzana aceita, aos 31 anos, o convite para posar para a versão portuguesa da revista masculina FHM.
Em 2008 é editado Por Amor através da editora Senhores do Ar e da iPlay. A cantora regressa neste disco à sua vertente mais romântica.
No início de 2009 é editada pela Espacial a compilação O Melhor que reúne 13 temas dos cinco primeiros álbuns a solo.
Os espectáculos levaram a cantora além fronteiras, nomeadamente a França, Suíça, Alemanha, Canadá e Estados Unidos da América.
Em Setembro de 2009 é capa da Revista J, n.º 160, suplemento do jornal desportivo O Jogo.
Em 2010, a artista lança o álbum Mesmo Assim através da Espacial. O CD inclui dois duetos: "No Sonho que Vivi" com Filipa Lemos dos Santamaria e "É Melhor Ficarmos por Aqui" com Leandro.
Em agosto de 2011 é editado o disco Mistérios de Quem Ama através da Farol. Por esta altura é publicada, uma nova produção fotográfica, com Suzana em biquíni, pela revista Vidas, suplemento do jornal Correio da Manhã.
O disco "Voar" foi editado em 2013.
Em 2015 celebra 15 anos de carreira a solo com o disco "15 Anos".

## Discografia

### Álbuns de Estúdio
- 2000 - Amanhã (É Amanhã) (Espacial)[1]
- 2002 - Tudo De Ti (Espacial)[1]
- 2004 - ...Encontrei (Espacial)[1]
- 2006 - O Pobre É Que Paga (Espacial)[1][6]
- 2008 - Por Amor (Senhores do Ar, IPlay)[10]
- 2010 - Mesmo Assim (Espacial)[14]
- 2011 - Mistérios de Quem Ama (Farol)[15][16]
- 2013 - Voar (Espacial)
- 2015 - 15 Anos (Espacial)

### Compilações
- 2009 - O Melhor (Espacial)[11][12]

### Participações

#### Convidada
- 2003 - 15 anos de Canções - Ao Vivo No Pavilhão Atlântico de Tony Carreira dueto na canção "Eras tu" (Espacial)[8]

#### Compilações
Algumas compilações:
- 2000 - Doce 2000 com "Bem Bom" (Universal)[17]
- 2006 - Disco do Ano 2006-07 com "O pobre é que paga" (Espacial)[18]
- 2006 - Disco De Ouro 06-07 : 35 Êxitos da Música portuguesa  com "Dono do meu tempo" (Espacial)[19]
- 2006 - Disco De Ouro 07-08 : 36 Êxitos da Música portuguesa  com "Quando me lembro de nós" (Espacial)[20]